# ایلیا ایوانیوک
ایلیا ایوانیوک (روسی: Илья Дмитриевич Иванюк؛ زادهٔ ۹ مارس ۱۹۹۳) ورزشکار دو و میدانی اهل روسیه است.
وی در مسابقات کشوری و بین‌المللی در مجموع برندهٔ ۱ مدال طلا، ۱ مدال نقره و ۱ مدال برنز شده‌است.